# Une étudiante d'aujourd'hui
Pour plus de détails, voir Fiche technique et Distribution.
Une étudiante d'aujourd'hui est un court-métrage documentaire français réalisé par Éric Rohmer, sorti en 1966.

## Synopsis
Documentaire scénarisé sur la féminisation des études de sciences.

## Fiche technique
- Titre original : Une étudiante d'aujourd'hui
- Réalisation : Éric Rohmer
- Photographie : Néstor Almendros
- Montage : Jacqueline Raynal
- Production : Pierre Cottrell
- Société de production : Les Films du Losange
- Pays d’origine :  France
- Langue originale : français
- Format : noir et blanc — 16 mm — 1,33:1 — son Mono
- Genre : Documentaire
- Durée : 12 minutes
- Dates de sortie :  France : 1966

## Distribution
- France Javoy
- Antoine Vitez : narrateur